# Теорія правди Тарського
Теорія Тарского — це не філософська, а логічна теорія. Однак у силу специфічності предмета, з яким вона має справу, значення даної теорії вийшло далеко за рамки логіки. Після її створення виникла низка питань, що стосуються можливості її застосування для вирішення проблем істини, які були поставлені теорією пізнання.

## Мета теорії
Основна мета даної теорії полягала у прагненні подолати вже згадуваний парадокс брехуна, який представлявся Тарському серйозним логічним протиріччям у вченні про істину. Він вважав, що всяка реконструкція класичної теорії повинна задовольняти двом вимогам — матеріальної адекватності та формальної несуперечності. Сутність матеріальної адекватності полягає в тому, що будь-яке реконструйоване формулювання поняття істини повинне відповідати аристотелівському її визначенню.

## Твердження в теорії Тарського
Прагнучи до більш ясного вираженя вимоги матеріальної адекватності, Тарський уточнює аристотелевську дефініцію істини. Нехай у нас є твердження, в істинності якого ми не сумніваємося, наприклад: «Сніг білий». Що мається на увазі, коли ми говоримо про те, що дане твердження є істинним? Згідно аристотелівскому визначенню, дане твердження істинне в тому випадку, якщо сніг дійсно білий.
Щоб провести різницю між твердженням, яке стверджує щось, і самим щось, вираженим в даній пропозиції, Тарський використовує наступний прийом, розроблений в логіці. Твердження можна розглядати з двоякої точки зору: як власне ім'я і в аспекті його змісту. У логіці цей двоякий підхід до твердження відповідає відмінності між нагадуванням і використанням термінів. По-перше, твердження щось говорять про об'єкти світу. По-друге, вони ж можуть згадуватися, що еквівалентно розгляду їх як власних імен. Щоб підкреслити цю відмінність, в тому випадку, коли мова йде про нагадування пропозиції, воно розміщується в лапки, а тоді, коли мова йде про використання твердження, воно записується без лапок. З урахуванням сказаного вище аристотелівське визначення істини стосовно до конкретного прикладу — твердження «Сніг білий» — може бути записано таким чином: «Сніг білий» — істинно, тоді і тільки тоді сніг білий.
На перший погляд може здатися, що дане визначення тавтологічні. Насправді це не так. У лівій і в правій частинах визначення твердження «Сніг білий» виступає в двох різних функціях. У лівій частині воно фігурує як своє власне ім'я, в правій — як вираження свого змісту.
Викладена процедура може бути узагальнена. Припустимо, у нас є твердження Р. Аристотелівська дефініція істини з урахуванням уточнень, зроблених Тарським, записується тоді у вигляді наступного виразу: «Р» — істинно, тоді і тільки тоді Р.
Тарський вважає, що будь-яка форма поняття істини повинна мати саме такий вираз. Тільки в цьому випадку ми можемо сказати, що наше твердження відповідає класичному розумінню істини.

## Парадокс брехуна
Однак все це ще не є достатньою умовою задовільного визначення поняття істини. Класичне визначення, що відповідає подібній вимозі, може призвести до логічних суперечностей. Дійсно, якщо замість Р ввести самореферентності висловлювання, яка затверджує свою власну брехню, ми прийдемо до парадоксу брехуна. Задовільнене визначення повинне бути вільне від цього протиріччя.
ПАРАДОКС брехуна — у своїй найдавнішій формі, висхідній до античності, пропонує розглянути затвердження людини в тому, що вона — брехун (звідси назва парадоксу).
З початку 20 в. філософи і логіки — бажаючи абстрагуватися від несуттєвих для філософського осмислення парадоксальних питань про природу обману і ментальних актів і прагнучи зосередиться на питаннях, що стосуються істини і брехні як властивостей речень мови — надають перевагу такому формулюванню П. Б.: [SJ Пропозиція [S] хибно. (Тут [SJ — ім'я пропозиції; таким чином, [S] стверджує, що воно саме — помилкове.) Парадокс виникає при спробі відповісти на питання: істинно або хибно [S]? Якщо [S] істинно, то, оскільки воно стверджує власну хибність, воно помилково; якщо [SJ хибно, то, оскільки саме це воно і стверджує, воно істинне; таким чином, [SJ істинне, якщо, і тільки якщо, воно хибне, а значить неправдиве. Важливість П. Б. для сучасної філософії обумовлена тим, що — показуючи, що наше інтуїтивне уявлення про істинність і хибність суперечливе — він працює як лакмусовий папірець для теорій істинності: теорії, що пропонують таке розуміння істинності, яке дозволяє отримати парадокси, аналогічні П. Б., вважаються завідомо неспроможними.
    
Перший серйозний розгляд П. Б. був зроблений в 1930-х А. Тарським, який вважав, що П. Б. вказує на неминучу суперечливість поняття істинності в природних мовах, обумовлену тим, що пропозиції природної мови можуть стверджувати свою власну істинність або хибність. Оскільки Тарского цікавило виключно таке поняття істинності, яке могло б використовуватися для цілей наукового пізнання, він вважав, що П. Б. показує, що природні мови для цих цілей неприйнятні. Відповідно, Тарський запропонував методологію що не приводить до П. Б. визначення поняття істинності для формалізованих мов (призначених для наукового пізнання). Суть методології Тарского полягає у використання не одного, а ієрархії формалізованих мов — послідовності мов L,, L2, L, … (і т. д.), в якій кожний наступний мову багатшою попередніх; кожна мова ієрархії — на відміну від природних мов — недостатньо багата для того, щоб стверджувати істинність або хибність своїх власних пропозицій (так, істинність пропозицій L1 може затверджуватися в L2 або ще в багатших мовах), що означає, що П. Б. не може бути сформульований ні в одній з мов ієрархії. Визначаючи істинність для мов своєї ієрархії, Тарський слідував класичному розумінню істинності як відповідності дійсності. Завдяки популярності в 30-50-х рр. 20 ст. логічного позитивізму з його зневагою до форм пізнання, відмінним від науки, і частково завдяки могутності й красі формального апарату, розвиненого Тарським для визначення істинності формалізованих мов, протягом довгого часу було прийнято вважати, що Тарський задовільно вирішив П. Б. Однак захід логічного позитивізму привів до переоцінки роботи Тарского: запропонована ним методологія визначення поняття істинності для формальних мов, що не приводить до аналогів П. Б., Не має нічого спільного з аналізом вихідного П. Б., сформульованого в природній мові; Тарський показав, як можна несуперечливо визначити істинність для формалізованих мов, але не запропонував аналізу суперечливості нашого інтуїтивного уявлення про істинність пропозицій природної мови.
Найбільш популярні в даний час підходи до розв'язання П. Б. засновані на розрізненні між пропозиціями та твердженнями. Залежно від контексту, пропозиції можуть виражати різні твердження (так, «Я голодний» висловлює різні твердження, якщо вимовляється двома різними людьми). Тоді тільки твердження, а не пропозиції, можуть вважатися істинними або помилковими, і залежно від контексту одне і те ж речення може містити то істинне, то помилкове твердження. Також ніщо не забороняє нам припускати, що деякі пропозиції, в силу семантичного дефекту, не виражають ніякого затвердження. Більш того, пропозиція може в певному контексті виражати істинне твердження, в той час як в іншому — чи не висловлювати істинного твердження. Так, пропозиція «Єдиний приклад, записаний на дошці в аудиторії 1145, не виражає істинного затвердження», записане на дошці аудиторії 1145, семантично дефектно, а значить не істинно; проте, якби я вимовив ту ж саму пропозицію, дивлячись на дошку в аудиторії 1145, то воно, при даному вживанні, виражало б істинне твердження. Аналогічно, якщо ми використовуємо аналог S2 так: [S *] S *, не виражає істинного твердження, то воно не виражає істинного твердження. Але якби замість виділеної частини попереднього речення я використовував саме S *, то воно виражало б істинне твердження. Очевидно, що апеляції до відсутності зв'язку з реальністю не можуть пояснити, в чому полягає відмінність у використанні S * 2 в двох згаданих контекстах. Мабуть, найбільш популярним в даний час є пояснення, що апелює до расселовського принципом порочного кола (жодна сукупність А не може мати член, визначний тільки через А). Розглянемо твердження [S * 2] S * 2 не виражає істинного твердження — і спитаємо, з яких тверджень складається сукупність А тверджень, до яких апелює S * 2? Очевидно тільки затвердження (позначимо його S) про те, що S * 2 не виражає істинного твердження. Але S визначно тільки через А, а значить S не існує. Це означає, що в S * 2 не виражає ніякого затвердження, в чому і полягає його семантичний дефект.

### Формалізована мова
Щоб подолати парадокс брехуна і зробити твердження істини логічно несуперечливим, необхідно, на думку Тарського, перейти від природної до формалізованої мови. Остання повинна включати певний словник і строгі синтаксичні правила складання «правильних» виразів зі слів, перелічених у словнику. При цьому він повинен бути побудований таким чином, щоб у нього не входили імена пропозицій і терміни, що характеризують семантичні відносини. Інакше кажучи, в рамках формалізованої мови не можна обговорювати семантику цієї мови і, зокрема, питання про її істинність. З метою обговорення істинності виразів даної формалізованої мови необхідна особлива метамова. По відношенню до цієї особливої мови формалізована мова виступає як об'єктна мова.
Метамова істотно багатша об'єктної мови. Вона включає в себе три елементи.
По-перше, в нього входить вся об'єктна мова. Оскільки об'єктна мова носить формалізований характер, а метамова є змістовна, зазвичай говорять, що об'єктна мову перекладається в метамову. Це дає можливість обговорювати на рівні метамови всі ті факти, які обговорюються в рамках об'єктної мови. По-друге, метамова включає імена лінгвістичних виразів об'єктної мови. По-третє, вона містить терміни, що позначають семантичні відносини, такі, як «х відповідає фактам» або «х є істинним». Завдяки цьому на метамові, яку Тарський називає семантичною метамовою, може бути сформульовано поняття істини для об'єктної мови. Так, для будь-якого конкретного твердження Р об'єктної мови Lo можна сформулювати метамовну дефініцію, що має таку форму: «Р» істинне в об'єктній мові Lo, тоді і тільки тоді Р '.
Основний результат, отриманий Тарським, укладається в доказі неможливості логічно несуперечливого обговорення проблем семантики, включаючи проблему істинності висловлювань даної мови, в рамках саме цієї мови. Проблема істини може бути логічно коректно поставлена і вирішена лише в рамках метамови. А які можливості обговорення семантики самої метамови? Для цього необхідно формалізувати дану метамову і побудувати для неї нову мову — метамову. Така процедура (в принципі нічим не обмежена) вказує на відому відносність відмінностей між семантикою і синтаксисом. Поппер наступним чином характеризує цей момент: "Терміни, семантичні відносно до об'єктної мови, в рамках метамови як такої можуть мати такий самий статус, як і його морфологічні або синтаксичні терміни. Таким чином, семантика об'єктної мови Ln може бути частиною синтаксису метамови більш високого порядку (скажімо, Ln + 1) … Це рівносильно редукції семантики Ln до синтаксису Ln + 1 ".

## Значення теорії Тарського для вирішення проблеми істини

### Схвалення
На цей рахунок існують різні думки. Наприклад, Поппер вважає, що ця теорія має не тільки логічне, але і загальнофілософське значення і що з нею пов'язане відродження кореспондентської теорії істини. Він, зокрема, пише: "Найбільше досягнення Тарского і реальне значення його теорії для філософії емпіричних наук складаються … в тому, що він реабілітував кореспондентську теорію абсолютної, або об'єктивної, істини, яка показала, що ми цілком можемо використовувати інтуїтивну ідею істини як відповідності фактам ".
Тарський запропонував також і загальне визначення істини, обговорення якого виходить за рамки даної роботи. Загальне визначення поняття істини ідентично, за Тарським, поняттю виконуваності формул в обчисленні класів. Воно формулюється так: Р є істинним твердженням, тоді і тільки тоді воно виконується кожною нескінченною послідовністю класів.

### Критика
Значно стриманішим і навіть критичним є ставлення до теорії Тарського інших філософів — М. Блека, Д. Меккі, Д. О'Коннора. Так, Д. О'Коннор зауважує, що, «хоча семантична теорія істини є класичним досягненням формальної семантики, вона не має відношення до проблеми емпіричної істини в природних мовах».
Стримана оцінка теорії Тарського і сумніви щодо можливості її екстраполяції мають під собою підстави. Теорія Тарского передбачає створення штучної формалізованої мови. Такою мовою може бути розвинене Тарським числення класів. Але найбільш важливі проблеми, з якими зіткнулася класична теорія істини, виникли в рамках природничих наук, користуються не формалізованою, а природною мовою. Значення теорії Тарського для вирішення цих проблем далеко не очевидно.
Сам Тарський пов'язував значення своєї теорії для вирішення проблеми істини в природничих науках з тим, що мови цих наук можуть бути формалізовані. "Формалізовані мови повністю адекватні, — писав він, — для представлення структури логічних і математичних теорій. Я не бачу ніяких підстав, чому б їх не можна було пристосувати для використання і в інших наукових дисциплінах, зокрема для розвитку теоретичних розділів емпіричних наук ". На його думку, формалізація мов природничих наук автоматично обумовлює застосовність до них семантичної теорії істини.
Проте спроби застосувати теорію Тарского в природничих науках стикаються з серйозними труднощами. Справа в тому, що твердження природничих наук мають наближений характер. Разом з тим теорія Тарського, що використовує строгий логічний апарат, вимагає жорсткого протиставлення істини і брехні і, по суті, виключає поняття наближеної істини.
На відміну від Тарского Поппер вважає, що семантична теорія істини застосована не тільки до формалізованих, а й до природних мов. Він, зокрема, пише: "Точка зору, що теорія Тарського застосовна тільки до формалізованих мов, є помилковою. Вона застосовна до будь-якої самоузгодженої мови і, більшою чи меншою мірою, до «природної» мови". Така оцінка можливостей застосування теорії Тарського представляється щонайменше дивною. Адже ця теорія не зводиться до простої експлікації аристотелевського визначення істини у вигляді схеми: «Р» — істинно, тоді і тільки тоді Р. Сама по собі ця схема може виражати просто умову матеріальної адекватності, яку повинна задовільняти кореспондентська теорія істини. Теорія Тарского, власне кажучи, і починається з формалізації об'єктної мови та побудови для неї такої мови, в рамках якого можна було б сформулювати матеріально адекватне визначення істини. Попперівська переоцінка можливостей цієї теорії пов'язана, очевидно, з його своєрідним (і при цьому помилковим) розумінням вираження «теорія Тарського».
Філософи, що додають теорії Тарського універсальний статус, бачать її перевагу в тому, що вона дозволяє виключити парадокс брехуна і логічно несуперечливо оперувати поняттям «істина». Проте чи так вже важлива несуперечливість, якщо мова йде про природні мови? Деякі філософи схильні дати на це питання негативну відповідь. О'Коннор в цьому зв'язку пише: «Тарський надає великого значення тому факту, що природні мови, які є „семантично замкнутими“, можуть породжувати парадокси … Але чому філософ повинен боятися цього, якщо він має справу з проблемою істини в природничих науках? Звичайно, для формальної мови приховане джерело протиріч є дуже серйозним недоліком. Бо … якщо у формальній системі є протиріччя, будь-яке висловлювання може бути в ній доведено. Формальна система, в якій все може бути доведено, очевидно, просто марна. З цієї та інших причин важливо зробити так, щоб формальна мова була вільна від протиріч. Але природна мова, яка не має явно сформульованих правил, що визначає, що є і що не є правильно побудованою формулою мови, не має строгих правил виводу … не підпорядкована необхідності виключення протиріч будь-якою ціною. У природній мові парадокси і суперечності просто курйозні, тоді як у формальній мові вони серйозний недолік». З цією думкою важко не погодитися.

## Висновок
Але навіть якщо припустити, що формалізація мови природничих наук здійснена і що всі труднощі залишилися позаду, ми й тоді не доб'ємося вирішення тих проблем, з якими зіткнулася класична концепція істини. Строгість теорії Тарського має своєї зворотним боком бідність змісту. По суті, вона домагається тільки одного — логічно несуперечливого визначення поняття істини. Проте теорія істини не вичерпується однією лише проблемою визначення поняття істини. Вона включає в себе цілий комплекс проблем — проблему критерію істини, питання про співвідношення істини і конвенцій, проблему механізму відображення в структурі мислення структури реальності та ін. Всі ці проблеми випадають з поля зору теорії Тарського.
Звичайно, все це не слід вважати недоліком теорії Тарського як чисто логічної теорії. Все це вказує лише на неправомірність необмеженої її екстраполяції, на неприпустимість спроб представити її як універсальну теорію істини. Разом з тим виявлена неможливість вирішення гносеологічних проблем істини засобами однієї лише формальної логіки змушує знову звернутися до філософської теорії істини.